# Stockholms Isjaktklubb
Stockholms Isjaktklubb är en förening som grundades 10 februari 1901 i Saltsjöbaden i samband med Nordiska spelen. Hemort är sedan 1904 ön Stora Skraggen i Stora Värtan utanför Djursholm. Det är en av världens äldsta isjaktklubbar.